# Carmen Navarro (médica)
Carmen Navarro Fernández-Balbuena (Madrid), es una médica e investigadora española que detectó el primer caso de SIDA en España, y fue la primera persona que relacionó el virus del VIH con una infección cerebral por toxoplasmosis. Como neuropatóloga, dedicó su carrera al estudio de las enfermedades neuromusculares, enfermedades de depósito y enfermedades por priones. 

## Biografía
Estudió Medicina y Cirugía en la Universidad Central de Madrid y se doctoró en la Universidad de Barcelona. Se especializó en neuropatología y recibió formación internacional en la Facultad de Medicina LSU en Nueva Orleans, la Fundación Born-Bunge en Amberes, Wickford en el Reino Unido y en la Universidad de Columbia en Nueva York .
Fundó y dirigió el Instituto de Investigación Biomédica de Vigo, fue cofundadora del Club Español de Neuropatología y es miembro de varias asociaciones europeas, como la Sociedad Francesa de Neurología, la Confederación Europea de Sociedades Neurológicas, el Centro Neuromuscular Europeo de Naarden o la Asociación Francesa contra las Miopatías (AFM). También ha sido profesora en la École d'Été de Myologie del Hospital Salpêtrière de París, y evaluadora de la Agencia Nacional de Evaluación y Prospectiva (ANEP), del Ministerio de Ciencia e Innovación para proyectos de investigación, programas de RRHH, infraestructura o auditorías científicas. Es miembro del Comité de Expertos de la Asociación Española contra las Miopatías (ASEM) y trabaja activamente en la edición y difusión de material de divulgación científica para sus afiliados. Desde 2016 pertenece al Comité Ejecutivo de la World Muscle Society.
En el año 1976 fue nombrada Jefe de Sección de Neuropatología del Hospital Universitario Valle de Hebrón de Barcelona y, en el año 1991 Jefe de Servicio de Anatomía Patológica y Neuropatología del Hospital Meixoeiro de Vigo. Fue emérito clínico desde 2012 a 2014, miembro del Grupo de Vigilancia Epidemiológica de EETH (Enfermedades Espongiformes Transmisibles Humanas), desde 2002 a 2014, y Profesora Asociada en Ciencias de la Salud en la Universidad de Santiago de Compostela desde 2009 a 2012. También fue la Directora Científica del Instituto de Investigación Biomédica de Vigo desde 2008 hasta 2014.

## Aportaciones Científicas
En octubre de 1981, en el Hospital Valle de Hebrón de Barcelona, se detectó el primer caso del SIDA en España. En junio del mismo año, en Los Ángeles, se habían descrito cinco casos similares. La enfermedad no tenía nombre todavía, y fue el investigador francés del Instituto Pasteur de París, Luc Montagnier, quién descubrió el virus de la inmunodeficiencia humana.
El primer caso español involucró a un hombre de 35 años, homosexual, que ingresó en el hospital con un sarcoma de Kaposi cutáneo, síntomas neurológicos indicativos de tumor cerebral e infecciones de transmisión sexual. Se sometió a cirugía de su lesión cerebral con el diagnóstico clínico de metástasis del sarcoma, muriendo a los cuatro días de la intervención. Carmen Navarro, neuropatóloga del Hospital Universitario Valle de Hebrón, analizó los tejidos y demostró con microscopía electrónica una infección granulomatosa provocada por un parásito, el toxoplasma, excepcional en el adulto. Fue coautora de un artículo en The Lancet describiendo el caso y relacionándolo con los de Los Ángeles. Se asoció así por primera vez la toxoplasmosis y el SIDA, lo que contribuyó al mejor conocimiento de esta enfermedad.
Aunque estudió otros casos de SIDA a través de exámenes post mortem, siguió su trayectoria profesional e investigación en neuropatología, dedicando la mayor parte de su vida científica al estudio de las enfermedades neuromusculares. Entre sus consecuciones en este campo, hay que reseñar su participación en el descubrimiento de la mutación fundacional específica de la etnia gitana en la distrofia muscular de cinturas 2C, denominada gamma-sarcoglicanopatía, la descripción de diversos casos de miopatía nemalínica congénita debida a mutaciones en el gen ACTA1, la primera descripción de la distrofia muscular de cinturas 1F debida a mutaciones en el gen que codifica la Transportina 3, el primer caso de SMARD1 (atrofia muscular espinal con distrés respiratorio tipo 1) en España, la miopatía por acúmulo de miosina y mutaciones en el gen MYH7, además de numerosos artículos sobre enfermedades neuromusculares diversas, y glucogenosis V o enfermedad de McArdle.
Siempre combinó sus estudios de laboratorio con el seguimiento clínico de los pacientes y familiares, lo que facilitó la comprensión de la enfermedad en los pacientes, realizando una importante labor de prevención y consejo genético.
En otros campos, desarrolló métodos diagnósticos en enfermedades lisosomales de depósito, como mucopolisacaridosis, ceroidolipofuscinosis, leucodistrofias y enfermedad de Fabry e inició la puesta en marcha del Banco de Tejidos Neurológicos de Vigo con casos de demencias y enfermedades por priones.
El laboratorio de neuropatología que dirigía en Vigo es Centro de Referencia de la Comunidad Gallega para la Enfermedades Neuromusculares desde 1995 y, posteriormente, para el estudio de las enfermedades por priones.
En resumen, Carmen Navarro es coautora de más de 170 artículos científicos, la mayoría de ellos en revistas internacionales, y de 24 capítulos de libro. Además, fue Investigadora Principal de 28 proyectos de investigación, 8 de ellos internacionales. Todo ello le ha llevado a alcanzar un índice H de 41,76.

## Premios y reconocimientos
- 2010 Premio María Josefa Wonenburger Planells, 4ª edición (Junta de Galicia).[25]